# Русское масонство. 1731—2000 (энциклопедический словарь)
«Русское масонство. 1731—2000» — энциклопедический словарь историка масонства Андрея Ивановича Серкова. В словаре раскрываются подробности всей трёхвековой истории существования масонства в России. Достаточно ёмко излагается история масонства в России, приводятся точные датировки упадка и запретов, и возобновления деятельности масонства на территории России.

## Издание
Книга вышла в 2001 году в издательстве «Российская политическая энциклопедия» (РОССПЭН).

### Характеристики
Автор: А. И. Серков
Русское масонство. 1731—2000 (Энциклопедический словарь)
Издательство: Российская политическая энциклопедия (РОССПЭН)
Год: 2001
Тип обложки: Суперобложка
Страниц: 1224
Тираж: 3 000 экз.
Формат: 84×108/16 (~205×290 мм)
ISBN 5-8243-0240-5

## Содержание
В этом труде рассматривается весь период существования масонства в России. В словаре использованы уже известные (опубликованные) данные. Фактически, данная книга является трудом, подытоживающим ранее опубликованный материал, но в более расширенном варианте.
В книгу включены: Словарь масонских терминов, биографии более 12 000 вольных каменщиков, списки всех масонских лож. В основу издания положен большой массив уникальных архивных материалов. Издание не имеет аналогов. Книга предназначена для специалистов, изучающих историю не только масонства, но и общественной и культурной жизни России. Также словарь может быть интересен широкому кругу читателей, интересующихся историей России и Русского зарубежья. Историки, специализирующиеся на истории масонства, часто использовали данный справочник и материалы из него в своих работах.

## Рецензии на книгу
- Гольденмауэр Л. «Русские каменщики. Каждого вспомнить поимённо». Независимая газета. 2001. 30 августа.
- Приложение Exlibris; Литературная газета. 2001. 29 августа — 4 сентября. № 35 (5846) (рец. Александра Яковлева);
- Сахаров В. И. «Всё о вольных каменщиках. Вышел в свет уникальный справочник по русскому масонству». «НГ Религии». 2002. 19 июня. С. 11.
- Соловьёв О. Ф. «Вопросы истории». 2003. № 7.
- Розенталь И. С. А. И. Серков. Русское масонство. 1731—2000 гг. Энциклопедический словарь. М.: Росспэн, 2001 // «Российская история». — 2004. — № 1. — С. 183—185. — ISSN 0869-5687.